# Fauglia
Fauglia település Olaszországban, Toszkána régióban, Pisa megyében. Lakosainak száma 3649 fő (2023. január 1.). Fauglia Collesalvetti, Orciano Pisano és Crespina Lorenzana községekkel határos.

## Népesség
A település lakossága az elmúlt években az alábbi módon változott:
| Lakosok száma | 3670 | 3672 | 3649 |
|               | 2017 | 2018 | 2023 |